# Elastancia eléctrica
La elastancia eléctrica es el recíproco de la capacitancia. La unidad SI de elastancia es el faradio inverso (F−1). El concepto no es muy utilizado por los ingenieros eléctricos y electrónicos, ya que el valor de los condensadores suele especificarse en unidades de capacitancia y no de capacitancia inversa. Sin embargo, la elastancia se utiliza en trabajos teóricos de análisis de redes y tiene algunas aplicaciones especializadas, sobre todo en frecuencias de microondas.
El término elastancia fue acuñado por Oliver Heaviside a partir de la analogía de un condensador con un muelle. El término también se utiliza para cantidades análogas en otros ámbitos energéticos. En el ámbito mecánico, corresponde a la rigidez, y es el inverso de la compliancia en el ámbito del flujo de fluidos, especialmente en fisiología. También es el nombre de la cantidad generalizada en el análisis de grafos de unión y otros esquemas que analizan sistemas en múltiples dominios.

## Uso
La definición de capacitancia (C) es la carga (Q) almacenada por unidad de tensión (V).
{\displaystyle C={Q \over V}}
La elastancia (S) es el recíproco de la capacitancia, por lo tanto,
{\displaystyle S={V \over Q}\ .}
La expresión de los valores de los condensadores como elastancia no es habitual en la práctica de los ingenieros eléctricos, pero puede ser conveniente para los condensadores en serie, ya que su elastancia total es simplemente la suma de sus elastancias individuales. Sin embargo, los teóricos de redes utilizan a veces la elastancia en sus análisis. Una de las ventajas de utilizar la elastancia es que un aumento de la elastancia se traduce en un aumento de la impedancia, lo que coincide con el comportamiento de los otros dos elementos pasivos básicos, la resistencia y la inductancia. Un ejemplo del uso de la elastancia se encuentra en la tesis doctoral de 1926 de Wilhelm Cauer. En su camino hacia la fundación de la síntesis de redes, desarrolló la matriz de mallas A:
{\displaystyle \mathbf {A} =s^{2}\mathbf {L} +s\mathbf {R} +\mathbf {S} =s\mathbf {Z} }
donde L, R, S y Z son las matrices de malla de red de inductancia, resistencia, elastancia e impedancia, respectivamente, y s es la frecuencia compleja. Esta expresión sería mucho más complicada si Cauer hubiera utilizado una matriz de capacitancias en lugar de elastancias. El uso de elastancia aquí es principalmente por conveniencia matemática, de forma similar a como los matemáticos utilizan radianes en lugar de unidades más comunes para los ángulos.
La elastancia también se aplica en la ingeniería de microondas. En este campo, los diodos varactores se utilizan como condensadores de tensión variable en dispositivos como multiplicadores de frecuencia, amplificadores paramétricos y filtros variables. Estos diodos almacenan carga en su unión cuando están polarizados inversamente, lo que genera el efecto condensador. En este contexto, la pendiente de la curva de carga almacenada en tensión se denomina elastancia diferencial.

## Unidades
La unidad SI de elastancia es el recíproco del faradio (F−1). A veces se utiliza el término daraf para esta unidad, pero no está aprobado por el SI y se desaconseja su uso. El término daraf se forma invirtiendo la palabra faradio, del mismo modo que la unidad mho (una unidad de conductancia, tampoco aprobada por el SI) se forma escribiendo ohm al revés.
El término daraf fue acuñado por Arthur E. Kennelly, que ya lo utilizaba en 1920.

## Historia
Los términos elastancia y elastividad fueron acuñados por Oliver Heaviside en 1886. Heaviside acuñó muchos de los términos utilizados hoy en día en el análisis de circuitos, como impedancia, inductancia, admitancia y conductancia. Su terminología seguía el modelo de resistencia y resistividad, utilizando la terminación -encia para las propiedades extensivas y la terminación -ividad para las propiedades intensivas. Las propiedades extensivas se utilizan en el análisis de circuitos (representan los «valores» de los componentes), mientras que las intensivas se emplean en el análisis de campos. La nomenclatura de Heaviside fue diseñada para enfatizar la conexión entre las cantidades correspondientes en campos y circuitos.

La elastividad es la propiedad intensiva de un material, que corresponde a la propiedad de masa de un componente, la elastancia. Es el recíproco de la permitividad. Como dijo Heaviside:
La permitividad da lugar a la permitividad, y la elastividad a la elastancia.

- Oliver Heaviside
Aquí, permitividad es el término de Heaviside para capacitancia. Heaviside rechazó cualquier terminología que implicara que un condensador actuara como un contenedor de carga y se opuso a los términos capacidad (capacitancia) y capacio (capacitivo) junto con sus inversos, incapacidad e incapacio. En aquella época, el condensador se denominaba a menudo condenser (sugiriendo que el «fluido eléctrico» podía condensarse), o leyden, por la botella de Leyden, un primer condensador, ambos implicando almacenamiento. Heaviside prefería una analogía mecánica, considerando el condensador como un resorte comprimido, lo que le llevó a preferir términos que sugerían las propiedades de un resorte.
Los puntos de vista de Heaviside seguían la perspectiva de James Clerk Maxwell sobre la corriente eléctrica, o al menos la interpretación de Heaviside. Según este punto de vista, la corriente eléctrica es análoga a la velocidad, impulsada por la fuerza electromotriz, similar a una fuerza mecánica. En un condensador, la corriente crea un «desplazamiento» cuya velocidad de cambio es equivalente a la corriente. Este desplazamiento fue visto como una tensión eléctrica, como la tensión mecánica en un muelle comprimido. Heaviside negó la idea de flujo y acumulación de carga física en las placas del condensador, sustituyéndola por el concepto de divergencia del campo de desplazamiento en las placas, que era numéricamente igual a la carga acumulada en la vista de flujo.
A finales del siglo XIX y principios del XX, algunos autores adoptaron los términos de Heaviside elastancia y elastividad. Hoy en día, sin embargo, los ingenieros eléctricos prefieren casi universalmente los términos recíprocos capacitancia y permitividad. A pesar de ello, la elastancia sigue utilizándose ocasionalmente en trabajos teóricos. Una de las motivaciones de Heaviside para elegir estos términos fue distinguirlos de los términos mecánicos. Así, eligió elastividad en lugar de elasticidad para evitar la necesidad de aclarar entre elasticidad eléctrica y elasticidad mecánica.
Heaviside elaboró cuidadosamente su terminología para que fuera exclusiva del electromagnetismo, evitando específicamente los solapamientos con la mecánica. Irónicamente, muchos de sus términos volvieron más tarde a la mecánica y a otros campos para describir propiedades análogas. Por ejemplo, ahora es necesario diferenciar la impedancia eléctrica de la impedancia mecánica en algunos contextos. Algunos autores de mecánica también han utilizado elastancia para describir la cantidad análoga, aunque a menudo se prefiere rigidez. Sin embargo, la elastancia se utiliza ampliamente para la propiedad análoga en el dominio de la dinámica de fluidos, especialmente en campos como la biomedicina y la fisiología.

## Analogía mecánica
Las analogías electromecánicas se establecen comparando las descripciones matemáticas de sistemas mecánicos y eléctricos. Las cantidades que ocupan posiciones correspondientes en ecuaciones de la misma forma se denominan análogos. Hay dos razones principales para crear tales analogías.
La primera es explicar los fenómenos eléctricos en términos de sistemas mecánicos más familiares. Por ejemplo, las ecuaciones diferenciales que rigen un circuito eléctrico RLC (circuito inductor-condensador-resistor) tienen la misma forma que las que rigen un sistema mecánico masa-resorte-amortiguador. En estos casos, el dominio eléctrico se traduce al dominio mecánico para facilitar la comprensión.
La segunda razón, más importante, es analizar los sistemas que contienen componentes mecánicos y eléctricos como un todo unificado. Este enfoque es especialmente beneficioso en campos como la mecatrónica y la robótica, donde es habitual la integración de elementos mecánicos y eléctricos. En estos casos, el dominio mecánico suele convertirse en eléctrico porque el análisis de redes en el dominio eléctrico es más avanzado y está más desarrollado.

### Analogía maxwelliana
En la analogía desarrollada por Maxwell, ahora conocida como analogía de la impedancia, el voltaje es análogo a la fuerza. El término «fuerza electromotriz» utilizado para la tensión de una fuente de energía eléctrica refleja esta analogía. En este marco, la corriente es análoga a la velocidad. Puesto que la derivada temporal del desplazamiento (distancia) es igual a la velocidad y la derivada temporal del momento es igual a la fuerza, las cantidades en otros dominios energéticos con relaciones diferenciales similares se denominan desplazamiento generalizado, velocidad generalizada, momento generalizado y fuerza generalizada. En el dominio eléctrico, el desplazamiento generalizado es la carga, lo que explica el uso del término desplazamiento por los maxwellianos.
Dado que la elastancia se define como la relación entre el voltaje y la carga, su análogo en otros dominios energéticos es la relación entre una fuerza generalizada y un desplazamiento generalizado. Por lo tanto, la elastancia puede definirse en cualquier dominio energético. El término elastancia se utiliza en el análisis formal de sistemas que implican múltiples dominios de energía, como en los grafos de unión.
| Dominio energético      | Fuerza generalizada        | Desplazamiento generalizado | Nombre de la elastancia                                                                  |
| ----------------------- | -------------------------- | --------------------------- | ---------------------------------------------------------------------------------------- |
| Eléctrico               | Voltaje                    | Carga                       | Elastancia                                                                               |
| Mecánico (traslacional) | Fuerza                     | Desplazamiento              | Rigidez/elastancia                                                                       |
| Mecánico (rotativo)     | Torque                     | Ángulo                      | Rigidez/elastancia rotacional Momento de rigidez/elastancia Rigidez/elastancia torsional |
| Fluidodinámica          | Presión                    | Volumen                     | Elastancia                                                                               |
| Termodinámica           | Diferencia de temperatura  | Entropía                    | Factor de calentamiento                                                                  |
| Magnético               | Fuerza magnetomotriz (FMM) | Flujo magnético             | Permanencia                                                                              |
| Química                 | Potencial químico          | Cantidad molar              | Capacitancia química inversa                                                             |

### Otras analogías
La analogía de Maxwell no es el único método para construir analogías entre sistemas mecánicos y eléctricos. Existen múltiples formas de crear tales analogías. Un sistema muy utilizado es la analogía de la movilidad. En esta analogía, la fuerza se asigna a la corriente en lugar de a la tensión. Como resultado, la impedancia eléctrica ya no se corresponde directamente con la impedancia mecánica y, del mismo modo, la elastancia eléctrica ya no se corresponde con la elastancia mecánica.